# Queijo de Nisa

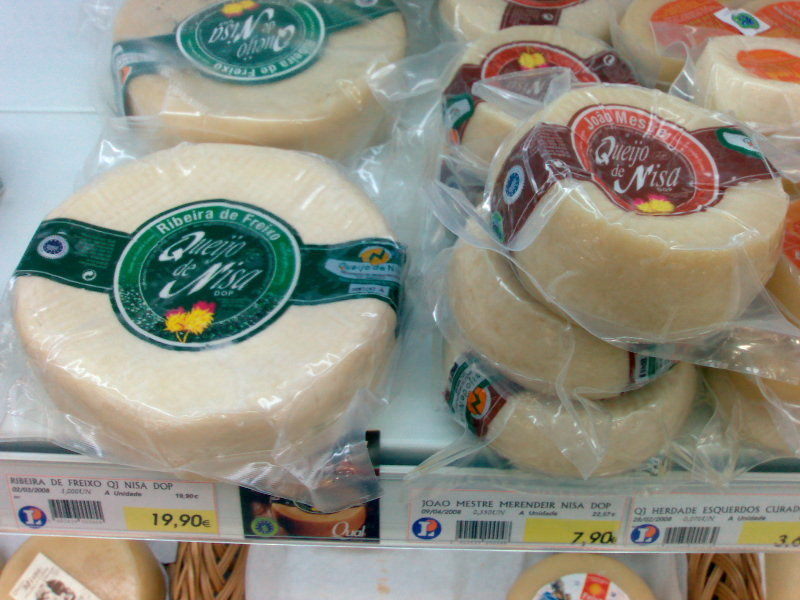
Nisa-ost (Queijo de Nisa)

Queijo de Nisa (portugisiska) eller Nisa ost är en portugisisk halvhårdost med skyddad ursprungsbeteckning från byn Nisa i regionen Alentejo i Portugal. Queijo de Nisa är gjord på mjölk från får.